# Tre Valli Varesine 1977
La Tre Valli Varesine 1977, cinquantasettesima edizione della corsa, si svolse il 27 agosto 1977 su un percorso di 210 km. La vittoria fu appannaggio dell'italiano Giuseppe Saronni, che completò il percorso in 5h27'00", precedendo il britannico Phil Edwards ed il connazionale Valerio Lualdi.

## Ordine d'arrivo (Top 10)
| Pos. | Corridore          | Squadra           | Tempo    |
| ---- | ------------------ | ----------------- | -------- |
| 1    | Giuseppe Saronni   | Scic              | 5h27'00" |
| 2    | Phil Edwards       | Sanson-Benotto    | s.t.     |
| 3    | Valerio Lualdi     | Sanson-Benotto    | s.t.     |
| 4    | Giovanni Mantovani | Brooklyn          | a 22"    |
| 5    | Franco Conti       | Zonca-Santini     | s.t.     |
| 6    | Franco Bitossi     | Vibor             | a 50"    |
| 7    | Roger De Vlaeminck | Brooklyn          | s.t.     |
| 8    | Wilmo Francioni    | Magniflex-Torpado | s.t.     |
| 9    | Francesco Moser    | Sanson-Benotto    | s.t.     |
| 10   | Alfredo Chinetti   | Jollj Ceramica    | s.t.     |